# Conde de Cuba
Conde de Cuba é um título nobiliárquico criado por D. Carlos I de Portugal, por Decreto de 10 de Setembro de 1901, em favor de D. Alexandre Domingos José Pedro Francisco Xavier de Assis de Sales de Paula Luís Gonzaga Estanislau Kostka Simão Raimundo André Henriques Pereira de Faria Saldanha Vasconcelos e Lancastre.
Titulares
1. D. Alexandre Domingos José Pedro Francisco Xavier de Assis de Sales de Paula Luís Gonzaga Estanislau Kostka Simão Raimundo André Henriques Pereira de Faria Saldanha Vasconcelos e Lancastre, 1.º Conde de Cuba.

Após a Implantação da República Portuguesa, e com o fim do sistema nobiliárquico, usaram o título: 
1. D. Caetano Henriques de Mendia Saldanha e Lancastre, 2.º Conde de Cuba, 6.º Conde das Alcáçovas, 3.º Visconde do Torrão.
2. D. Luís Pérez Quesada Henriques de Lancastre, 3.º Conde de Cuba, 7.º Conde das Alcáçovas, 4.º Visconde do Torrão.